# Валье Риестра, Хавьер
Хавьер Максимилиано Альфредо Ипполито Валье Риестра Гонсалес Олаэчеа (исп. Javier Maximiliano Alfredo Hipólito Valle Riestra González Olaechea; 5 января 1932, Кальяо — 6 июля 2024, Лима) — перуанский политик и юрист, премьер-министр (1998). Единственный оппозиционный глава правительства при Альберто Фухимори.

## Биография
Родившийся 5 января 1932 года в Кальяо в семье Ричарда Валье Риестры Мейггса (исп. Richard Valle Riestra Meiggs) и Гортензии Гонсалес Олаэчеа (исп. Hortensia Gonzalez Olaechea), Хавьер учился в колледже Саградос-Коразонес-де-ла-Реколета (исп. el Colegio Sagrados Corazones de la Recoleta в Лиме. С 1950 по 1956 год он изучал юриспруденцию в Папском католическом университете Перу, также посещал Институт Рива-Агуэро. В период с 1970 по 1971 год получил докторскую степень юриста в Мадридском университете Комплутенсе. Внук Максимилиано Гонсалеса Олаэчеа, выдающегося врача, племянник министра юстиции Педро Карлоса Олаэчеа.
В 1998 году президент Альберто Фухимори предложил ему пост премьер-министра Перу, который он занимал в течение короткого времени. Валье вступил в должность 4 июня 1998 года. 7 июля его кабинет получили вотум доверия, но 8 августа Валье Риестра подал в отставку, поскольку его усилия по демократизации страны оказались нежизнеспособными. 21 августа его сменил Альберто Пандольфи, который ранее занимал пост премьер-министра. Это премьерство известно тем, что на сегодняшний день является единственным в истории Перу во время режима Фухимори, возглавляемым политиком из оппозиции. Его пребывание на этом посту стоило ему разногласий с некоторыми членами перуанской Апристской партии, которые полностью не одобряли режим Фухимори.
Был президентом Исполнительной комиссии Ассоциации адвокатов Лимы, а также вице-президентом перуанского отделения Латиноамериканской ассоциации по правам человека.
Скончался 6 июля 2024 года в Лиме на 93-м году жизни.